# 上海JCF
上海JCF（シャンハイ・ジェーシーエフ）とは、中華人民共和国上海市においてのキリスト教関連の略称である。
- ジャパニーズ・クリスチャン・フェロシップ(Japenese Christian Fellowship)の略
- プロテスタント日本語教会
- 中華人民共和国の上海市に位置する日本語で礼拝を捧げている「キリスト教会」
- 2007年2月創立

## 概要

### 詳細
- 所在地 − 上海市漕宝路1243号3階388室国美電気の3階
- 日時  − 毎週日曜日　午後3時から4時半まで

### 形態
- 日曜礼拝
- キッズ礼拝
- ユース礼拝
- ソロモンの会(社会人男性の会)
- 婦人会(平日午前中の女性会)
- リリーズ(子育てグループ)
- たんぽぽ

## 使命
- QTと養育を大切にし、信仰の自立を目指す教会
- みことばを教え、隣人愛に生きる教会
- 全世界に出て行き、福音をのべ伝える教会

## 参照項目
- 上海国際礼拝堂